# هاگ باکتری
هاگ باکتری نوعی هاگ است که ساختار آن توسط باکتری‌ها سازماندهی شده‌است. هاگ باکتری‌ها شامل اندوسپورها، آکینتیتس، و هاگ‌ها که توسط «اکتینوباکتریا» و «ازتوباکتر» ساخته می‌شوند. پرورش هاگ در باکتری راهی برای تولید مثل نیست بلکه راهی برای زنده ماندن در شرایط نامساعد است.
هاگ درونی باکتری: وقتی باکتری در شرایط نامساعد قرار می‌گیرد و از لحاظ مواد غذایی در مضیقه است شروع می‌کند روی مادهٔ وراثتی و سیتوپلاسم خود چند لایه قرار می‌دهد که به آن هاگ درونی می‌گویند.

## ویژگی‌ها
1. آن‌ها می‌توانند خشکی شدید تحمل کنند.
2. بعضی از آن‌ها حتی در دماهای زیر صفر درجهٔ سلسیوس نمی‌میرند.
3. بعضی می‌توانند مواد شیمیایی سمی را گسترش دهند از قبیل هاگ باسیلوس تورینجینسیس
4. هاگ باکتری‌ها مقاومت بسیار زیادی دارند. هاگ‌های کزاز و سیاه‌زخم برای مثال می‌توانند در خاک برای سال‌ها زنده بمانند.

ماهیت این هاگ‌ها با مشاهدهٔ اشیاء کوچک، گرد و روشن در داخل سلول‌های باکتریایی در زیر میکروسکوپ، کشف شد. هنگامی‌که این سلول‌های باکتریایی برای پنج دقیقه جوشیده شدند باکتری‌ها از بین رفتند ولی هاگ‌ها همچنان زنده باقی ماندند. آن‌ها زمانی که شرایط مناسب بود، جوانه زدند. به‌دلیل این‌که این هاگ‌ها بسیار مقاوم و مسری هستند، از جهات مختلفی مشکل‌ساز هستند. مانند هاگ کلستریدیوم دیفیسیل